# Argot parisien
 (juin 2019).
Si vous disposez d'ouvrages ou d'articles de référence ou si vous connaissez des sites web de qualité traitant du thème abordé ici, merci de compléter l'article en donnant les références utiles à sa vérifiabilité et en les liant à la section « Notes et références ».
 (mars 2024).
L’argot parisien est l'argot en usage à Paris. Il s'agit d'un géolecte (variété linguistique considérée sous l’angle de l’aire géographique occupée).

## Historique
L'argot parisien a deux sources principales : l'argot des métiers et l'argot dit des voleurs. Il intègre des expressions dont l'étymologie est régionale ou étrangère.
Il reste très vivace dans les rues de la capitale jusqu'aux années 1970. L'évolution sociologique de la population parisienne explique en grande partie cette « mort » de l'argot parisien, qui ne se pratique plus que dans les vieux quartiers ou dans la banlieue de la capitale, sous une forme ayant évolué. L'argot parisien ne fait pas partie des langues régionales reconnues dans l'enseignement.
Les plus grandes inventions argotiques récentes reviennent à Frédéric Dard (San Antonio), au dialoguiste de films Michel Audiard, aux chanteurs Pierre Perret et Renaud, et aux sketches comiques de Coluche.

## Dans la littérature
C'est surtout la littérature qui diffuse « la langue verte ».
On peut notamment citer : 
- l'Essai sur l'argot (1847) d’Honoré de Balzac, « essai philosophique, linguistique et littéraire sur l’argot, les filles et les voleurs » ;
- Les Mémoires de l'ex-bagnard Vidocq ;
- Les Mystères de Paris d'Eugène Sue ;
- Pour Victor Hugo, « L'argot, c'est le verbe devenu forçat »[1] ;
- Les Mohicans de Paris d'Alexandre Dumas.

On peut également citer :
- Aristide Bruant
- Jehan-Rictus
- Émile Zola
- Francis Carco
- Louis-Ferdinand Céline
- Édouard Bourdet
- Jacques Perret
- Antoine Blondin
- Alphonse Boudard
- Auguste Le Breton
- Pierre Mac Orlan
- Mistinguett
- Fréhel
- Albert Simonin

## Dans la chanson
Divers auteurs et interprètes célèbres de chansons emploient l'argot : Aristide Bruant, Georges Brassens, Renaud, Jacques Brel, Édith Piaf...

## Au cinéma
Certains films, à des fins d'humour, utilisent massivement l'argot. On peut notamment citer Les Tontons flingueurs.

## Termes français en argot parisien
- Argent :

artiche, as, aspine, aubert, avoine, balles, beurre, biftons, blanquette, blé, boules, braise, brèles, brique, bulle, caillasse, caire, carbure, carme, craisbi, douille, faf, fafiots, fifrelins, flouze, fourrage, fraîche, fric, keufri (verlan de « fric »), galette, galtouse, ganot, genhar (verlan de « argent »), gen-gen, gibe, graisse, grisbi, japonais, love, maille, mornifle, némo (verlan de « monnaie »), os, oseille, osier, patate, pélot, pépettes, pèse, picaillons, pimpions, plâtre, pognon, radis, ronds, sacs, soudure, talbin, trèfle, thune…
- Boire :

piave (tzigane), tiser, séti (verlan de « tiser »), pichtav (tzigane), bibiner, se mettre la tête, se pochtronner…
- Femme :

bombe, frappe, fraicheur, frangine, feumeu (verlan de « femme »), gamoss, gazelle, gerce, gisquette, gonzesse, greluche, greluse, grognasse, meuf (verlan de « femme », apocope de « meufa »), morceau, nana, nière, polka, poupée, sœur, souris, star, taupe, go, gnasse, sac, tas…
- Homme :

branque, cave, gland, hottu, lavedu, pégreleu, gadjo, gonze, keum (verlan de « mec », apocope de « keumé »), mec, nombo, raclo…
- Manger :

becqueter, bouffer, boulotter, briffer, casser la croûte, casser la graine, casser la dalle, claper, croûter, damer, daller, galimafrer, grailler, grailletence, jaffer, mastéguer, morfiler, tortorer…
- Policier :

archer, bleu, bignolon, bourdille, bourres, chtar, chmits, cogne, condé, flic, képi, keuf (verlan de « flic », apocope de « keufli »), matuche, pandore, perdreau, poulet, poulagas, poulardin, pouleman, roussins, royco, schmitt…
policiers de l'inspection générale des services : les bœuf-carottes
- Siège de la Police judiciaire :

la grande volière, la maison parapluie, la maison poulaga, la maison pullman, la tour pointue…
- Faire l'amour :

baiser, cartoucher, dauffer, donner, démonter, kène (verlan de « niquer », apocope de « kéni »), kentance, niquer, pinner, troncher, bourrer, défoncer, harponner, tringler, limer, fourrer, bouillaver (tzigane), taraud, douiller, culbuter (derrière le buisson), tirer, sauter...
- Frapper :

péta, péfra, marave (tzigane), défoncer, ruiner, éclater, terminer…
- Bar : troquet, rade, bistrot...

## Argot des lieux

### Toponymes
Sources : L’argot au XXe siècle : Dictionnaire français-argot et Le dictionnaire de l’argot et du français populaire.
- Paris : Pantin (1815), Pantruche (1835), Paname (1903), Ripa (1991)
- Avenue des Champs-Élysées : les Champs (1969), les Champs-zè (1970)
- les Grands Boulevards : les boul’s (1878), les grands boul’s (1905)[b], le bouletot (1932)
- Boulevard de Sébastopol : le Sébasto (1888), le Sébastom (1906), le Topol (1926)
- Boulevard Saint-Michel : le Boul’Mich’ (1878), le Mich’ (1880), Saint-Mich’ (1880)
- Boulevard Diderot : le Boul’Dide’
- Boulevard Saint-Germain : le Ger’ (1880), le Boul'Ger’ (1883), le Germ (1896), Saint-G’ (1941), Saint-Ger (1953).
- Boulevard des Italiens : le Boul’ des It’
- Boulevard Haussmann : le Boul’Mann (1885)
- Boulevard des Batignolles : les Gnolles (1867)[c], les Bati (1901), les Batingues (1920), les Badingues (1947)
- Boulevard Barbès : Besbar (1975)
- Boulevard Murat : le Boul’ Mu’ (1955)
- Place de la Bastille : la Bastoche (1892), la Bastaga (1939)[d]
- Place du Trocadéro : le Troca (1978, 1991)
- Place de la République : Répu
- Place Maubert : la Maub' (1872), Mocaubocheteau (1872), Moc-aux-Beaux (1883) ou Mocobo (1898)[e]
- Place d’Italie : la Place d’It’
- Place de Clichy : la Cliche (1953), le Cliche (1957)
- Place du Châtelet : le Tlécha (1996)[f]
- Jardin du Luxembourg : le Lux (1889), le Luco (1901), le Lucal (1954)
- Rue Mouffetard : la Mouffe (1882, 1907 et 1949)[4]
- Rue Quincampoix : la Quincampe (1977)
- Rue Popincourt : la Popinc’ (1906, 1924 et 1935), la Popingue (1957), la Popinque (1977)
- Rue de la Huchette : la Huche (1979)
- Rue Saint-Denis : Saint-Denaille (1829)
- Rue Rambuteau : la Rambute (1977)
- Rue Mabillon : le Mabille (1952), le Mab’ (1971)[g]
- Rue de la Charbonnière : la Charbo (1962), la Charbonne (1975)
- Quartier de Charonne : le Tonkin (début XXe siècle)[h]
- La Courtille : la Courtanche (1835) ou la Courtoche (1898)
- Faubourg Saint-Germain : Faub’ Saint-Germe (1901)[5].
- Quartier des Gobelins : les Gob’ (1957)
- Quartier de la Gare du Nord : le Reno (1991), le Nord (1991)
- Les Invalides : les Invalos (1857), les Invaloches (1977)
- Le Marais : Pédéland[i]
- Ménilmontant : Ménilmont’ (1870), Ménilmuche (1881), Ménil’ (1965)
- Butte Montmartre : la Butte
- Montparnasse : Montparno (1881)[6], Montpar, Montper ou Montperno (1901)
- Porte de Montrouge : la Grille des rouges (1879)
- La Villette : la Villetouze (1893)
- Bois de Boulogne : le Bois[j]
- Enceinte de Thiers : les fortifs (1881), les forts (1901), les lafs (1907)[k]
- les ponts et les berges étaient associés à la prostitution, de dur labeur et de rapines : on y trouvait des pontonnières (1836) et les mademoiselles du Pont-Neuf (1907)[l]. Les rats de quai (1884) s’échinaient à décharger les péniches, alors que les rats de Seine (1852) ou ravageurs (1836), qui triaient les détritus déversés sur les bords de la Seine afin d’en recueillir les métaux, s’étaient fait une spécialité de piller les entrepôts et les bateaux[7].
  - Quai des Tuileries : Tata Beach[m]
- la rue : la conduite (1879), le macadam (1864) où opère le trimardeur, d’abord voleur de grand chemin au XVIIIe siècle puis ouvrier itinérant qui partait sur la trime (1836) ou la trimarde (1846) à la recherche de son gagne-pain quotidien. C'est un lieu de prostitution, où les « filles des rues » polissent l’asphalte (1850), les bitumeuses le bitume (1841), les radeuses font le rade (1876) ou le ruban (1904), les tapineuses arpentent le tapis (1925) et les turfeuses le turf (1926)[8].
- la place : la placarde (fin XVIIIe siècle), la ceupla (1991), la dalle (1991).

### Monuments
- la Tour Eiffel : la Tour Cifelle[n]
- le Sacré-Cœur : le Sactos (1968)

### Loisirs
- Vélodrome d'Hiver : le Vél’ d’Hiv’
- Les cafés-concerts : les caf’-conc’
- les cabarets, auberges, et guinguettes des barrières (le guinche)[o] : les bastringues

### Prisons
- la prison Sainte-Pélagie : Pélago (1836)[9], Pélague, Pélage[10]
- la prison Saint-Lazare : Saint-Laz' (1860), Saint-Lago (1872)[p], Saint-Lag (1882)
- la prison Mazas : la Maz[11]
- la prison de La Force : la Lorcefé
- Poissy : la Poisse (1901)
- Bicêtre : Biscaille (1836)
- Fleury-Mérogis : Rifleu (1983)

### Banlieue
- Boulogne-Billancourt : Boulbi
- Maisons-Alfort : Alforlo (1905)
- Neuilly-sur-Seine : Neuneuille (1905), Neu-Neu (voir la « Fête à Neu-Neu 1923-1947)
- Courbevoie : Courbiche (1990)
- Fontainebleau : Bleau
- Versailles : Versigo (1836)
- Châtillon-sous-Bagneux : les Chatouilleux (1879)
- Aubervilliers : Auber (1960)
- Saint-Denis : Saint-Denoche (1980)
- la ZUP : la peuzu (1995)

### Transports
- le Métro parisien : le trom, le tromé
- le RER : le reureu, le R, le ER

### Note
1. ↑  Verlan de « taper » ; « péta » signifie plus communément « voler ».
2. ↑  On dit Faire les bouls chez les prostituées (1905) et les camelots (1925) ; on y trouve également des boulevardières (1905), ces « Femme(s) galante(s) qui (ont) choisi les boulevards comme un champ fertile pour (leur) clientèle » (H. France, 1907). Le boulevard est aussi nommé le banc de Terre-Neuve (1881), parce qu’y abonde la « morue ».
3. ↑  Les habitants du quartier étaient les « Gnollais ».
4. ↑  En javanais (argot).
5. ↑  Autour de la Maub', « il fallait un vocabulaire très particulier pour commander un verre : une absinthe se réclamait sous l’appellation "purée de pois", un café avec un cognac : "un grand deuil" […] un verre de cognac : "un pétrole", une fine champagne : "une cogne", un bock : "un cercueil". » (P. Mellot, 1993)
6. ↑  Désigne le quartier du Châtelet et des Halles.
7. ↑  Où dansaient, déjà au début du siècle, les Mabillards et les Mabillardes, ces « jeunes gens et demoiselles de mœurs légères, habituées du bal Mabille » (H. France, 1907).
8. ↑  Argot des ébénistes, qui appelaient aussi Madagascar Bagnolet et Nouméa Montreuil. C'était là que se trouvaient les cayennes, ces grands établissements industriels, sortes de bagnes suburbains qui exploiteront la misère jusqu’au début du XXe siècle.
9. ↑  Argot homosexuel.
10. ↑  Argot de la prostitution.
11. ↑  Argot des bouchers.
12. ↑  Alors que les marneuses (1878) racolaient le long des berges de la Marne.
13. ↑  Argot homosexuel.
14. ↑  De l'argot « cifelle » pour « ficelle » (Caradec & Pouy, Dictionnaire du Français Argotique et Populaire, Larousse, 1975.)
15. ↑  car « on y guinche le samedi, jour de paye » (P. Larousse : p. 759)
16. ↑  Représentatif du parler en go comme « Pélago » (1888, Césaire Villatte, Parisismen).